# Astrid-Lindgren-Park

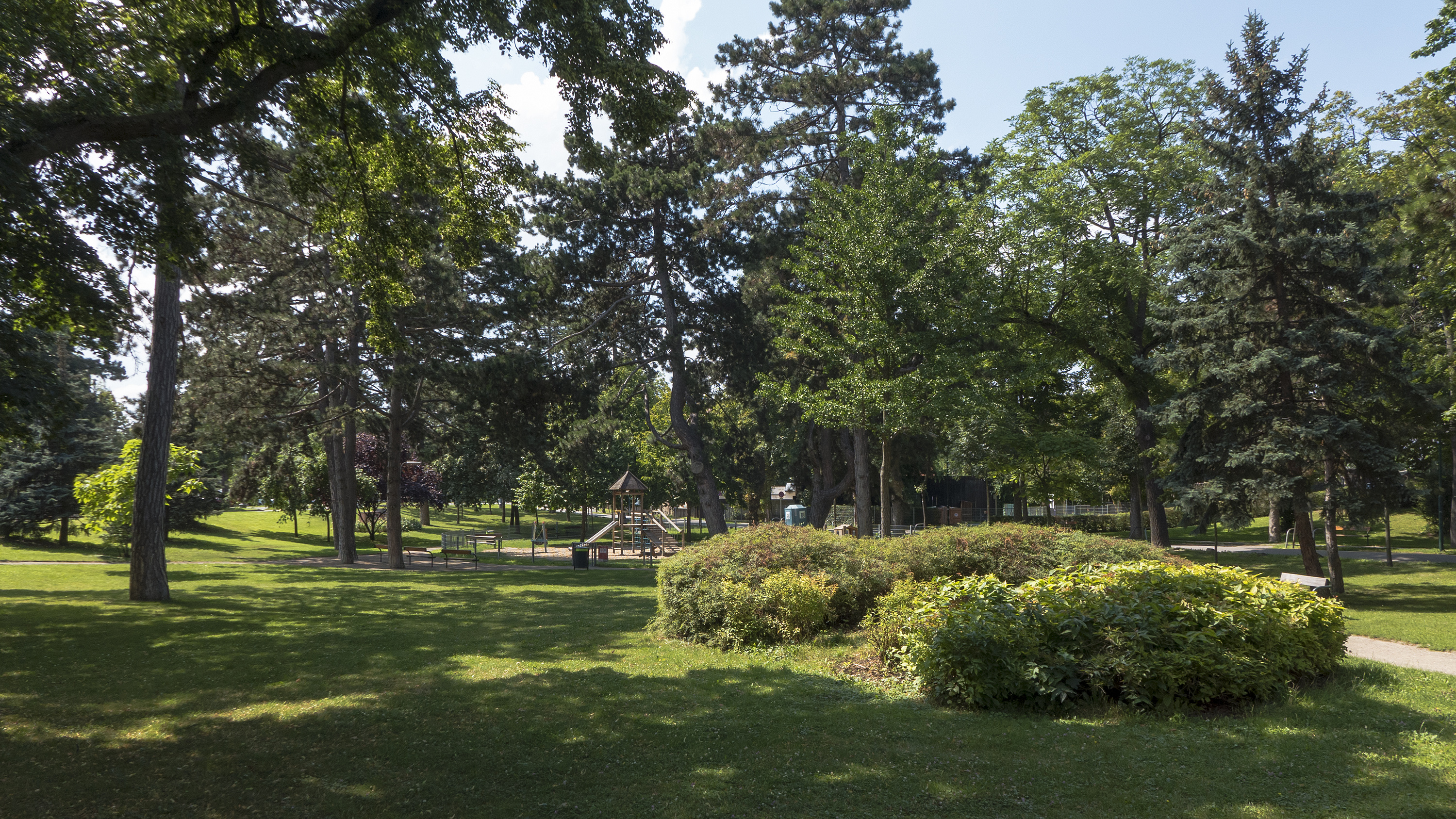
Astrid-Lindgren-Park

Der Astrid-Lindgren-Park ist eine Parkanlage im Bezirksteil Aspern des 22. Wiener Gemeindebezirks Donaustadt. Er liegt neben der Martinskirche am Asperner Heldenplatz und ist nach der schwedischen Schriftstellerin Astrid Lindgren benannt. 

## Geschichte

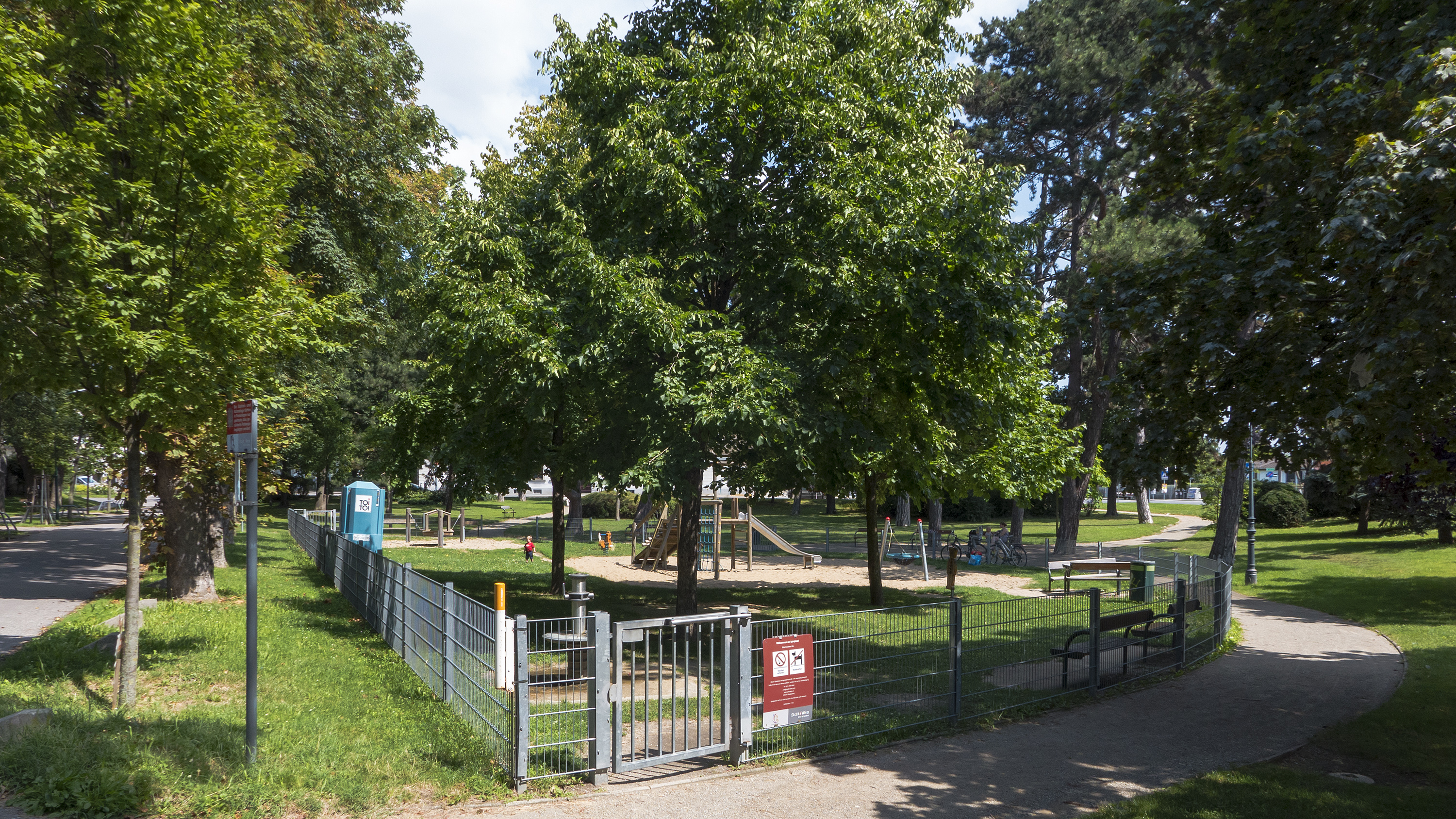
Spielplatz

Ursprünglich war die Gegend südlich und südwestlich des heutigen historischen Ortskerns von Aspern eine Sumpf- und Aulandschaft im Verlauf des äußersten linken Nebenarms der unregulierten Donau. Im Bereich des heutigen Astrid-Lindgren-Parks befanden sich Anfang des 19. Jahrhunderts zwei kleine Teiche, die zwischen dem westlichen Ortsende von Aspern, der Martinskirche und dem Krautgarten gelegen sind. Im Laufe des 19. Jahrhunderts wurde der damalige Asperner Friedhof, der als Kirchhof die
Martinskirche umgab, bis zu diesem Areal erweitert. Als Ende des 19. Jahrhunderts der Platz auf dem Friedhof knapp wurde, entstand 1892 jenseits der Langobardenstraße im Bereich des Krautgartens ein neuer, größerer Friedhof.
Am Generalstadtplan von 1912 war das Areal des heutigen Parks als „projektierter öffentlicher Platz“ ausgewiesen. Spätestens 1938 befanden sich hier bereits Wiesen und Bäume sowie Wege, die mit den heutigen großteils übereinstimmen.
Nachdem der Wiener Gemeinderat im Juni 2013 beschossen hatte, bei der Benennung neuer oder bislang unbenannter Parks und Verkehrsflächen künftig verstärkt Frauen zu berücksichtigen, wurden auch in Aspern, insbesondere im Stadtentwicklungsgebiet Seestadt Aspern, zahlreiche Parks, Straßen und Plätze nach Frauen benannt. So erhielt der Park neben der Martinskirche, der bisher inoffiziell (wie viele andere an Kirchen angrenzende Parks)
Kirchenpark genannt wurde, aufgrund eines Beschlusses vom 26. November 2013 den Namen Astrid-Lindgren-Park, zur Erinnerung an die schwedische Schriftstellerin und Kinderbuchautorin Astrid Lindgren.

## Lage und Beschreibung

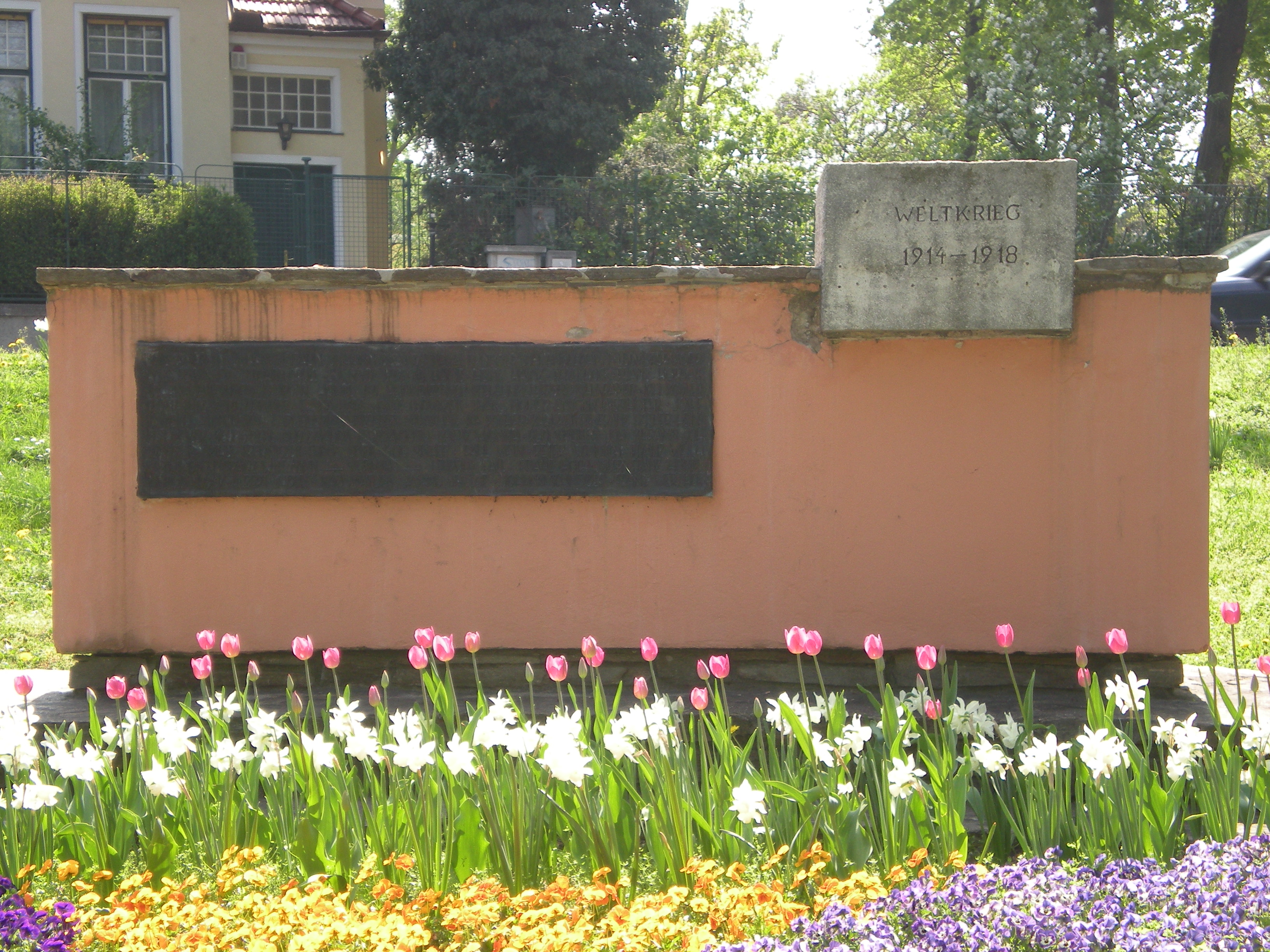
Kriegerdenkmal

Der Hauptteil des 6240 m² großen Astrid-Lindgren-Parks hat eine dreieckige Grundfläche und wird an allen drei Seiten von der Verkehrsfläche Asperner Heldenplatz begrenzt. Die Grünflächen nördlich der Zufahrtsstraße zur Kirche und dem Pfarrzentrum sind auch Teil des Parks. Zur Ausstattung des Parks zählen ein eingezäunter Kinderspielplatz sowie Sitzgelegenheiten entlang der Wege und am Spielplatz. Am Gehweg neben der den Park durchquerenden Zufahrtsstraße sind weitere Parkbänke aufgestellt. Eine laut der Wiener Magistratsabteilung 18 (Stadtentwicklung und Stadtplanung) mögliche, aber noch nicht beschlossene Verlängerung der Straßenbahnlinie 25 bis zur Seestadt Aspern sieht einen anstelle der Zufahrtsstraße durch den Park führenden Trassenverlauf vor.
Auf einer Rasenfläche im südwestlichen Teil des Parks befindet sich das Kriegerdenkmal 1914–1918. Es besteht aus einer niedrigen, verputzten Mauer mit einem auf der rechten Seite aufgesetzten Kunststein, der die Inschrift Weltkrieg 1914–1918 trägt. An der Vorderseite der Mauer ist eine Inschriftentafel aus Metall angebracht, auf der die Namen von 57 Männern aus Aspern stehen, die im Ersten Weltkrieg gefallen sind oder als vermisst gelten. Der Zeitpunkt der Errichtung des Denkmals ist nicht bekannt.

## Baumbestand

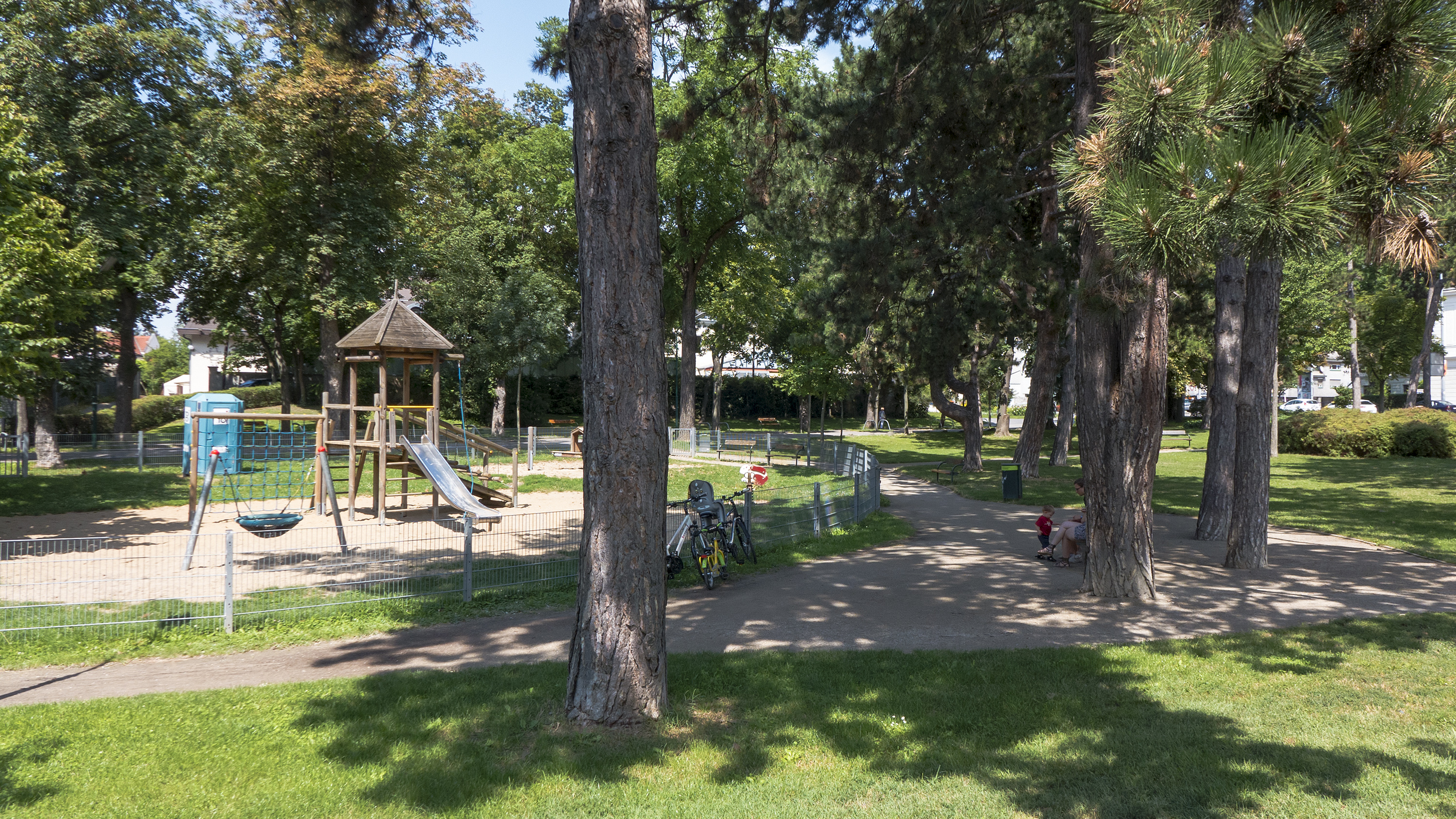
Gruppe von Föhren im Zentrum des Parks

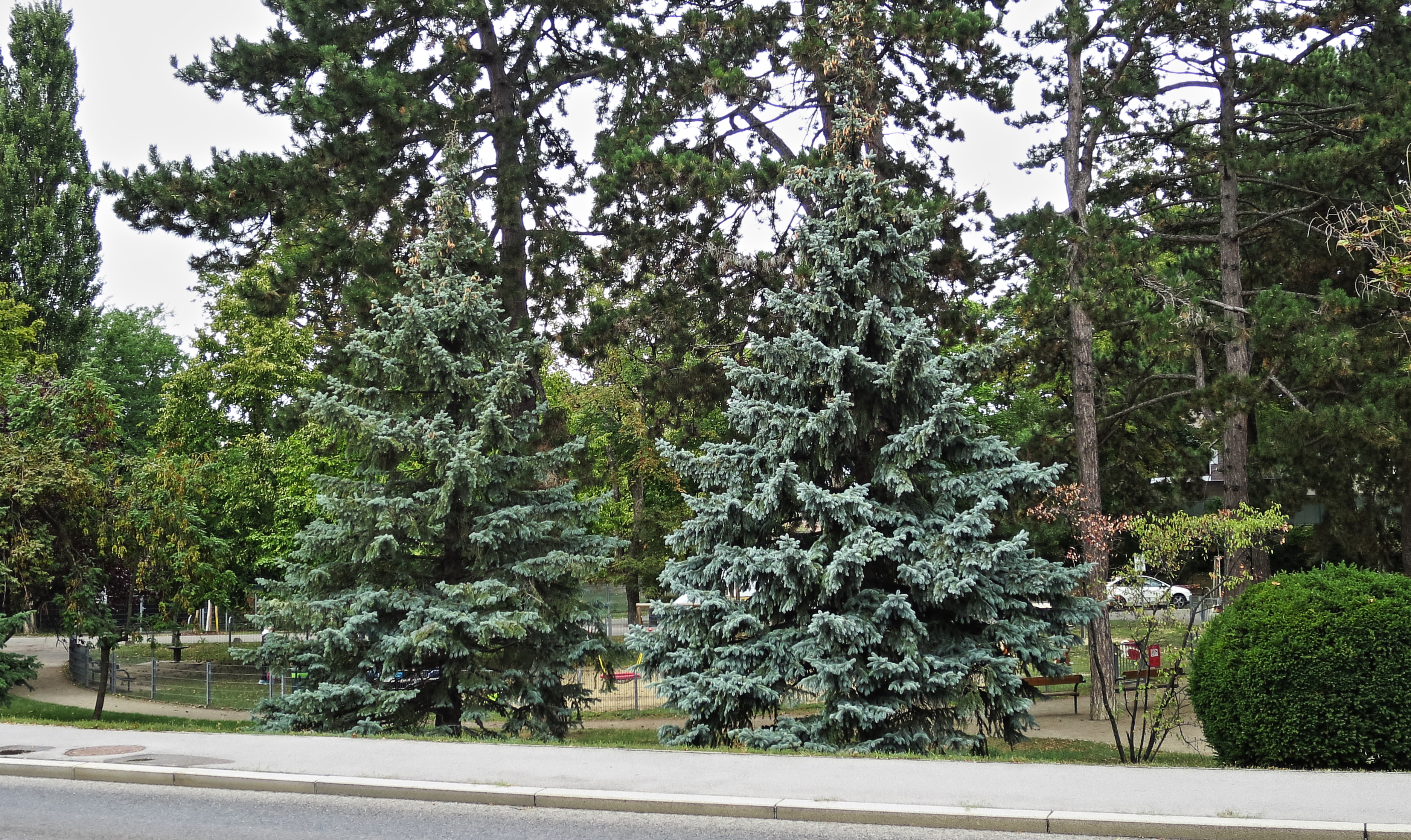
Zwei Engelmann-Fichten am Rande des Parks

Der Astrid-Lindgren-Park hat einen Bestand von 103 Bäumen (Stand 2017), folgende Baumarten und Zierformen sind vertreten:
- Tanne (Abies)
- Feldahorn (Acer campestre)
- Spitzahorn (Acer platanoides)
- Berg-Ahorn (Acer pseudoplatanus)
- Rosskastanie (Aesculus hippocastanum)
- Säulenhainbuche (Carpinus betulus 'Fastigiata')
- Schlanke Säulenhainbuche (Carpinus betulus 'Frans Fontaine')
- Trompetenbaum (Catalpa bignonioides)
- Westlicher Zürgelbaum (Celtis occidentalis)
- Baum-Hasel (Corylus colurna)
- Gemeine Esche (Fraxinus excelsior)
- Hängeesche (Fraxinus excelsior 'Pendula')
- Fächerblattbaum (Ginkgo biloba)
- Schwarznussbaum (Juglans nigra)
- Blasenbaum (Koelreuteria paniculata)
- Amberbaum (Liquidambar styraciflua)
- Engelmann-Fichte (Picea engelmannii 'Glauca')
- Schwarzkiefer (Pinus nigra)
- Föhre (Pinus)
- Pyramidenpappel (Populus nigra 'Italica')
- Kirschpflaume (Prunus cerasifera)
- Blutpflaume (Prunus cerasifera 'Nigra')
- Japanische Hänge-Nelkenkirsche (Prunus serrulata 'Kiku-Shidare-Zakura')
- Schnurbaum (Styphnolobium japonicum)
- Winterlinde (Tilia cordata)